# Gozdna železnica v Loki pri Žusmu
Gozdna železnica v Loki pri Žusmu je imela tri krake v skupni dožini 4,5 km in je bila prometna pot za prevoz lesa iz okoliških gozdov do parne žage v Loki pri Žusmu.
Za dovoz lesa na žago v Loki je dunajski podjetnik Siegfrid König okoli leta 1920 zgradili ozkotirno gozdno železnico. Proga je imela dva kraka, ki sta oba tekla proti jugu. Prvi je tekel proti zaselku Primožno in je bil dolg 1,5 km, drugi krak pa je imel dolžino 3 km in je tekel mimo zaselka Žamerk do Glažute. Na obeh krakih proge je bil režim dela enak. Delavci so ročno potiskali tovorne vagončke ("cicke" imenovane) v gozd, od koder so se naloženi samotežno vračali v dolino. Vsak voziček je upravljal zavirač - "cickar". Na en vagonček so lahko naložili do 2 m³ lesa dolžine 4 m. V gozdovih so kuhali tudi oglje in ga z vagončki prevažali v dolino. Na obeh progah so bila zgrajena izigibališča, tako da so se vagončki lahko srečevali.
Vzhodno, približno 1 km od Loke, je v dolino potoka Sotenska tekel tretji krak gozdne železnice, ki pa s prvima dvema ni bil povezan. Proga je bila dolga okoli 1 km, tirne širine 60 cm. Les so iz gozda vozili samotežno do ceste, kjer so ga preložil na cestne vozove in ga vozili do žage. V tem času so pod Babno goro odkrili nahajališče premoga in ga pričeli izkopavati. Za prevoz souporabili gozdno železnico. "Cicke" so predelali tako, da so iz desk zbili velik zaboj in v njem vozili premog do ceste. Premog je bil črn in zelo kakovosten. Domačini so ga imenovali "štajnkoln". Zaloge premoga so bile kmalu izčrpane, zato so progo 1938 ukinili.
Ostali dve gozdni železnici sta obratovali do druge svetovne vojne. Po vojni so domačini za skromen zaslužek tirnice vozili na odpad. 